# Parafia Najświętszej Maryi Panny z Góry Karmel w Coorparoo
Parafia Najświętszej Maryi Panny z Góry Karmel w Coorparoo – parafia rzymskokatolicka, należąca do archidiecezji Brisbane.
Przy parafii funkcjonuje katolicka szkoła podstawowa Najświętszej Maryi Panny z Góry Karmel.